# Eulophus cemiostomatis
Eulophus cemiostomatis är en stekelart som beskrevs av Mann 1872. Eulophus cemiostomatis ingår i släktet Eulophus och familjen finglanssteklar. Inga underarter finns listade i Catalogue of Life.